# Jan-Christian Dreesen
Jan-Christian Dreesen (* 4. September 1967 in Aurich) ist ein deutscher Fußballfunktionär. Er ist seit dem 27. Mai 2023 Vorstandsvorsitzender der FC Bayern München AG.

## Karriere
Dreesen begann seine Banktätigkeit bei der damaligen Volksbank Aurich. Er wurde 1995 Berater bei der Bayerischen Vereinsbank und 2006 Vorstandsmitglied für Privatkunden und Private Banking bei der Hypovereinsbank. Nach deren Übernahme durch die Unicredit Bank trat Dreesen nur wenige Wochen nach seiner Berufung in den Vorstand zurück. 2008 wurde er Vorstandsvorsitzender der deutschen Niederlassung der Schweizer Großbank UBS und war danach als Vorstandsmitglied der BayernLB für das Firmenkundengeschäft verantwortlich.
Im Februar 2013 wurde er Nachfolger von Karl Hopfner als Finanzvorstand bei der FC Bayern München AG und im Februar 2014 zudem stellvertretender Vorsitzender des Vorstandes. Von 2016 bis 2024 gehörte er dem Präsidium der DFL Deutsche Fußball Liga an. Mit der Trennung von Oliver Kahn und Hasan Salihamidžić entschied er sich auf Bitten des FC Bayern gegen das Angebot den Posten der Geschäftsführung der DFL zu übernehmen und übernahm stattdessen am 27. Mai 2023 den Vorstandsvorsitz der FC Bayern München AG (als Nachfolger von Oliver Kahn, der Vorstandsvorsitzender seit dem 1. Juli 2021 war). Diese wurden nach sportlichen Misserfolgen in der Saison am letzten Spieltag der Fußball-Bundesliga 2022/23-Saison (an dem Bayern München die 33. Meisterschaft gewann) entlassen.
Jan-Christian Dreesen wurde am Donnerstag, den 7. September 2023 bei der Generalversammlung der Europäischen Klub-Vereinigung in den Vorstand der ECA gewählt.
Dreesen ist Vorsitzender des Verwaltungsrats der Landesbank Saar.
Am 11. November 2024 wurde Jan Christian Dreesen bei einer Tagung des Münchner Aufsichtsrates in seiner turnusmäßigen Quartalssitzung erneut einstimmig das Vertrauen ausgesprochen und sein Vertrag als CEO des FC Bayern vorzeitig bis 2027 verlängert.

## Privates
Jan-Christian Dreesen ist verheiratet und hat zwei Söhne. Unter anderem ist er passionierter Jäger. Bei einem Jagdunfall Ende September 2017 in Österreich verlor er den Zeigefinger seiner linken Hand.